# نیل بارتلت (شیمیدان)
نیل بارتلت (انگلیسی: Neil Bartlett؛ زاده ۱۵ سپتامبر ۱۹۳۲ درگذشته ۵ اوت ۲۰۰۸) یک دانشمند اهل ایالات متحده آمریکا بود.